# عداد كهربائي
العداد الكهربائي عبارة عن جهاز قياس إما الكتروميكانيكال حثي (ذو قرص دوار) أو الكتروني بحيث يقوم بقياس وحساب الكميات الكهربائية أو الطاقة الكهربائية التي يتم استهلاكها من قبل الحمل بغض النظر عن نوعه بحيث تظهر كمية الاستهلاك المقاسة إما على مسجل ميكانيكي مرقم موصول بالقرص الدوار أو على شاشة رقمية، وهو إما أن يكون واحد فازأو ثلاثي الفاز العادي بدون محولات التياروالفولتية أو ثلاثي مع محولات التيار فقط أو ثلاثي بوجود محولات التيار والفولتية وكلها تركب بناءً على نوع وقدرة الحمل.
أجزاء جهاز القياس الالكتروميكانيكي في حال الواحد فاز عنصر واحد:
1. غطاء العداد ويصنع عادة من مادة bakelite وهي مادة عازلة ومقاومة للظروف الجوية وكذلك يمنع دخول الغبار والاتربة داخل العداد.
2. ملف التيار الكهربائي وملف الفولتية.
3. القرص الدوار.مصنوع من مادة الألمنيوم.
4. مغناطيس الكبح.
5. مسجل التعرفة أو المسجل الميكانيكي لكمية الطاقة الكهربائية المستهلكة.

كيفية تركيب العداد
العداد واحد فاز
يتم تزويد المشترك بالتيار الكهربائي بناءأ على طلبه عن طريق شبكة الخطوط الرئيسية ومن ثم عبر خطوط هوائية معزولة بمادة pvc إلى العوازل المثبتة على جدار مبنى المشترك وبعد ذلك يوصل المصدر الكهربائي (فاز ونتر) إلى العداد بتوصيل سلك مدخل المصدرالحمي (فاز) بنقطة التوصيل الخاصة به في العداد ومن ثم بقاطع الحماية الخاص بالمشترك ومن ثم يوصل عبر التمديدات الداخلية إلى أحمال المشترك المراد تغذيتها بالتيار الكهربائي ويوصل سلك نتر بنقطة التوصيل الخاصة به في العداد ومن ثم مباشرة إلى حمل المشترك. 
وفي حالة ثلاث فاز عادي توصل اسلاك المدخل الثلاثة بقاطع الحماية ثم بنقاط التوصيل الخاصة بها في العداد. وهنالك توصيلات أخرى لعدادات الثلاث فاز بوجود محولات التيار والفولتية أو بعدم وجود محولات الفولتية ويتم تزويدها وتركيبها بناءً على قدرة ونوع الحمل المراد تزويده.
مبدأ العمل بشكل مبسط:
تطبق فولتية المصدر عبر ملف الفولتية وهذا بدوره يؤدي إلى مرور تيار في ملف الفولتية ينتج عنه مجال مغناطيسي يولد تيارات دوامية في القرص الدوار، ويعبر تيار الحمل الكهربائي من خلال ملف التيار الذي ينتج مجال مغناطيسي وبالتالي ينتج عنه تيارات دوامية في القرص، وجميع هذه التيارات تتفاعل مع بعضها البعض وتعمل على إنشاء عزم دوران يتسبب في تحريك القرص وبالتالي سريان عملية القياس ما دام هنالك تيار حمل ومصدر فولتية.